# История подводного кораблестроения

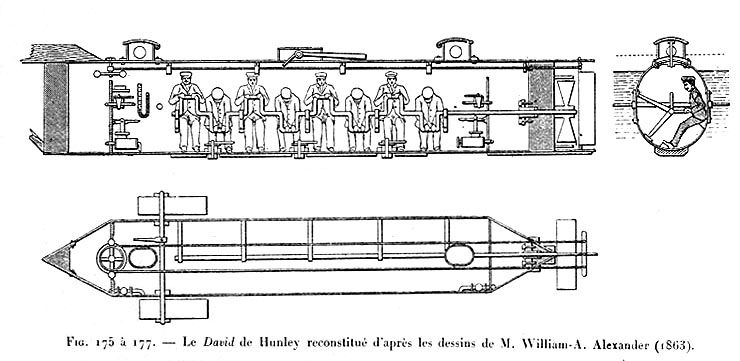
CSS H.L.Hunley во флоте Конфедерации

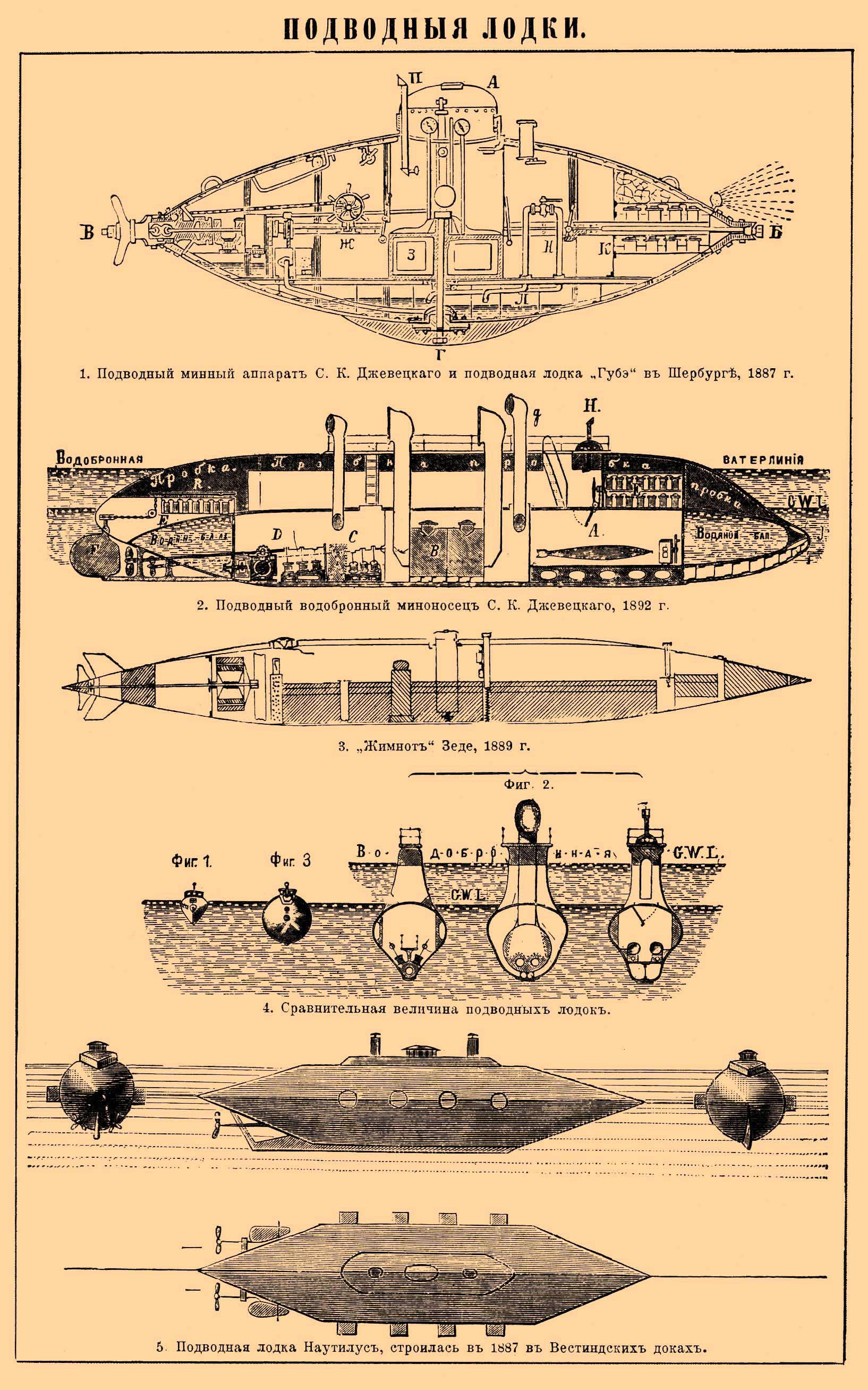

История подводного кораблестроения описывает хронологию и этапы развития конструкции и применения подводных лодок — обитаемых кораблей, способных управляться и автономно действовать в подводном положении.

## Первые шаги

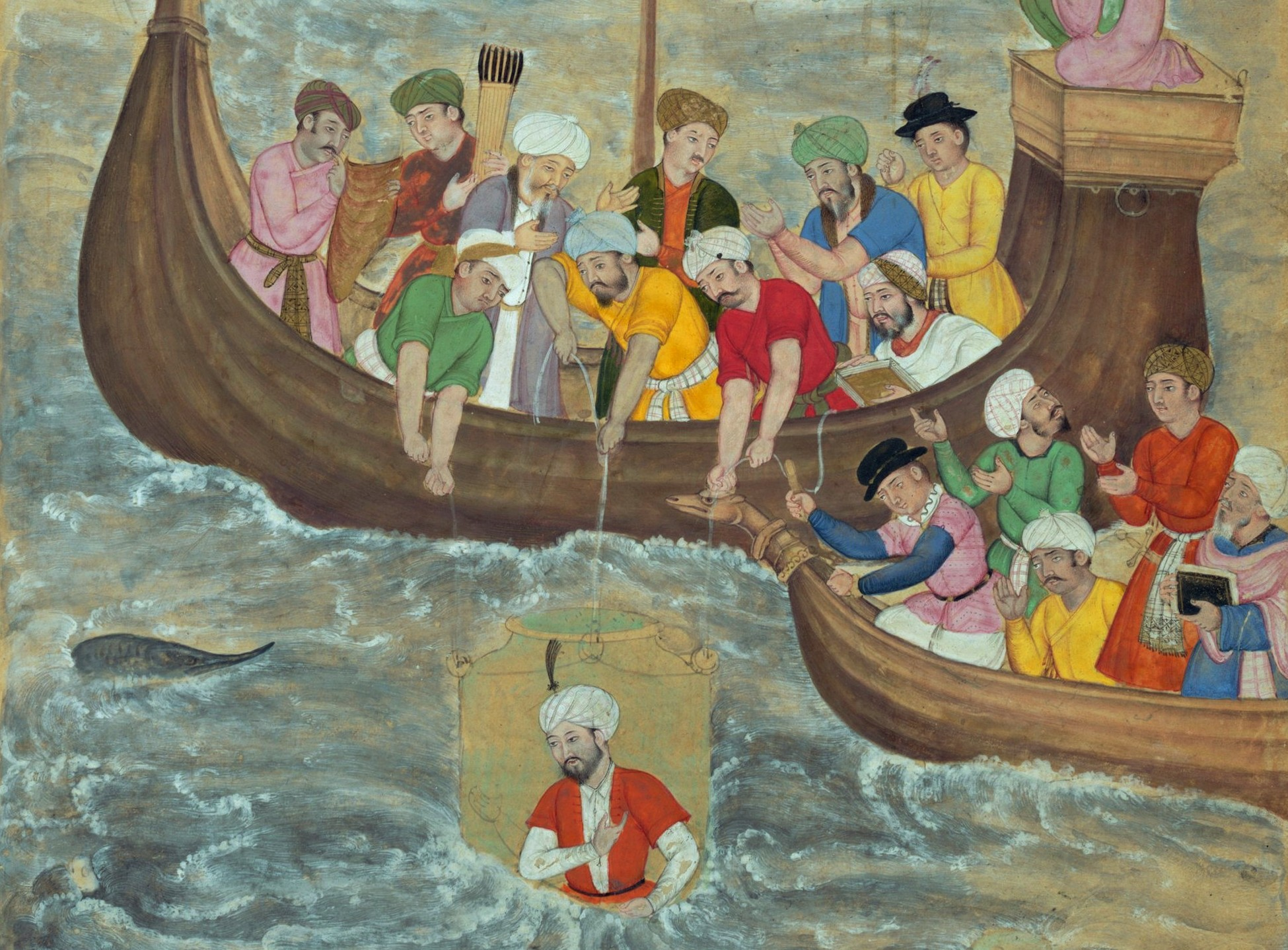
Могольская миниатюра XVI века, изображающая Александра Македонского, погружающегося под воду в стеклянном сосуде

Идея подводного судна уходит своими корнями в античные времена. В позднеантичном псевдоисторическом "Романе об Александре" Александр Македонский совершает погружение на морское дно в каком-то подводном аппарате. Переложения "Романа об Александра" стали чрезвычайно популярными в Средние века, как в Европе, так и на Востоке. Погружение Александра под воду изображалось на сопровождавших текст романа миниатюрах, изобиловавших фантастическими деталями. Так, на одной из миниатюр Александр погружается в аппарате, похожем на водолазный колокол, на другой — в вертикально стоящем цилиндре, на третьей — в стеклянной бочке. Александр Македонский одет то в персидский халат, то в мантию европейских королей XIII века. Неизвестно, могли ли стеклодувы в IV веке до н. э. изготавливать большие прочные стеклянные сосуды. Если Александр Македонский и погружался в морскую пучину, то на очень небольшую глубину, иначе аппарат просто бы не выдержал давления воды, и ненадолго, иначе воздух быстро бы стал непригодным для дыхания.

## XVII век
Первым успешно функционирующим подводным судном стала вёсельная подводная лодка голландского механика и физика начала XVII века Корнелиуса Дреббеля, построенная в Лондоне для 12 гребцов и трёх офицеров; хроника говорит, что сам король Иаков I был в числе этих офицеров. Для поглощения испорченного дыханием воздуха изобретатель приготовлял жидкость, подробности рецепта которой не сохранились.
В 1644 году Марен Мерсенн опубликовал «Физико-математические рассуждения» (Cogitata physico-mathematica), содержавшие в разделе «Phenomena Hydraulica» параграф «О судах, плавающих под водой» (De navibus sub aqua natantibus). В нем Мерсенн высказывал следующие замечания: он советовал строить субмарины похожими на рыб, причем оба конца делать одинаково заостренными; материалом должна служить медь; не задаваться большими размерами лодки; входные люки размещать так, чтобы людям было удобно выйти в критическую минуту; освещать внутренность подводной лодки фосфоресцирующими телами, чтобы не портить воздуха; для сообщения с атмосферным воздухом он предлагает трубы, доходящие до поверхности воды.
Современники оставались равнодушны к идеям Мерсенан, но последующие изобретатели часто пользовались его сочинениями и мыслями.

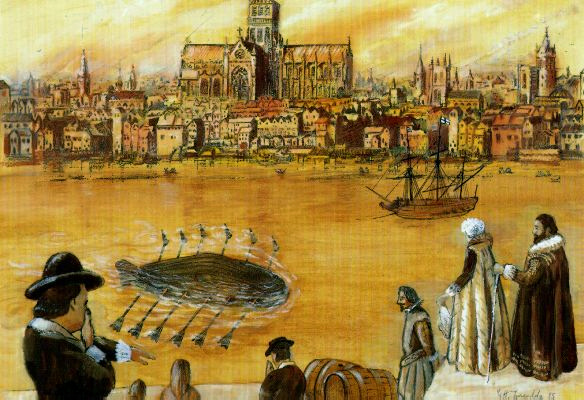
Испытания подводного судна Ван Дреббеля

В 1653 году в Роттердаме была построена подводная лодка длиной в 72 фута, шириною в 8 футов и высотой в 12 футов. Нос и корма представляли собой четырёхугольные пирамиды. В центре судна помещалось колесо с поворотными лопастями между непроницаемых переборок.

## XVIII век

### Россия
В России при Петре I крестьянин-самоучка Ефим Никонов в 1718—1728 годах занимался строительством «потаённого судна», однако все его работы окончились неудачей.

### «Пуритана»
Англичанин Дэй (1770) из г. Ярмута, механик, построил подводную лодку, много обещавшую при первых опытах. При втором опыте на Плимутском рейде Дэй с экипажем погиб.

### «Черепаха» Бушнелла

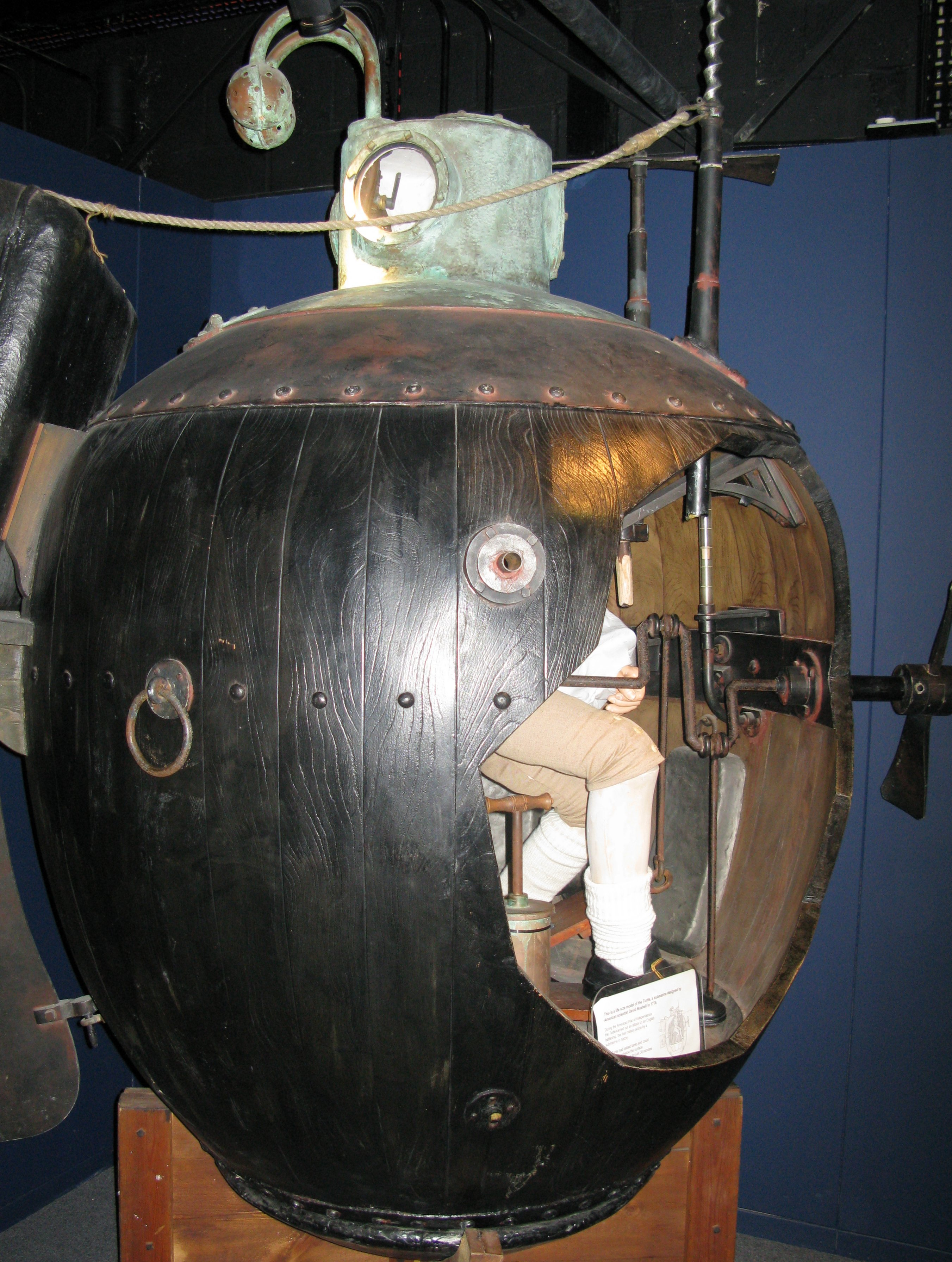
"Черепаха" Дэвида Бушнелла (1775)

Черепаха — подводная лодка, построенная в 1775 году в США школьным учителем Дэвидом Бушнеллом. Назначение «Черепахи» — уничтожение вражеских судов путём прикрепления к ним взрывчатого вещества в пределах гавани.
В этом подводном судне заключались уже все те элементы, которые применялись впоследствии; это был зародыш современной миноноски.
Лодка имела чечевицеобразную форму, напоминая два спинных щита черепахи, герметически спаянные между собой; наверху был небольшой купол со стеклами, через который входили в подводную лодку; манометр указывал глубину погружения.
Летом 1776 года доброволец Эзра Ли (Ezra Lee) пытался атаковать в нью-йоркской бухте британский фрегат, но присоединить к кораблю мину не удалось; тем не менее, мина всплыла с запущенным часовым механизмом и взорвалась.
При новой попытке атаковать английские корабли на реке Гудзон «Черепаха», которая шла к месту атаки на буксире, была обнаружена. Англичане вовремя заметили противника и, открыв огонь из орудий, потопили и буксирующее судно, и лодку.
Франция
В 1796 году Кастера представил французскому правительству проект подводной лодки, назначенной для разрушения английских судов.
Описание этого судна было опубликовано в 1810 году: горизонтальный винт напоминал современные гребные винты и приводился в движение руками экипажа; второй винт, вертикальный, служил для погружения и подъёма подводной лодки; внутри имелись два резервуара с сжатым воздухом; для подъёма подводной лодки вода из трюма выкачивалась ручною помпою; на случай же необходимости ещё быстрее подняться у киля проволокою укреплялся свинцовый груз, который легко было оборвать изнутри подводной лодки; для взрыва неприятельского судна снаружи на корпусе подводной лодки устанавливался пороховой ящик в 150 фн., герметически укупоренный; но, чтобы закрепить его у неприятельского корабля, надо было просунуть руки в кожаные рукава, отцепить мину от лодки и прибить её гвоздями к килю неприятеля, что было трудновыполнимо.
Для постройки своей подлодки Бюшнель обратился к Джеферсону, американскому послу в Париже, за содействием и средствами в самый разгар войны за независимость. Построена она была из дуба, для одного человека, на которого доставало воздуха лишь на 0,5 часа.

## XIX век

### Франция: проект Фултона, «Нептун», «Губэ»,  «Жимнот»
Проект Фултона

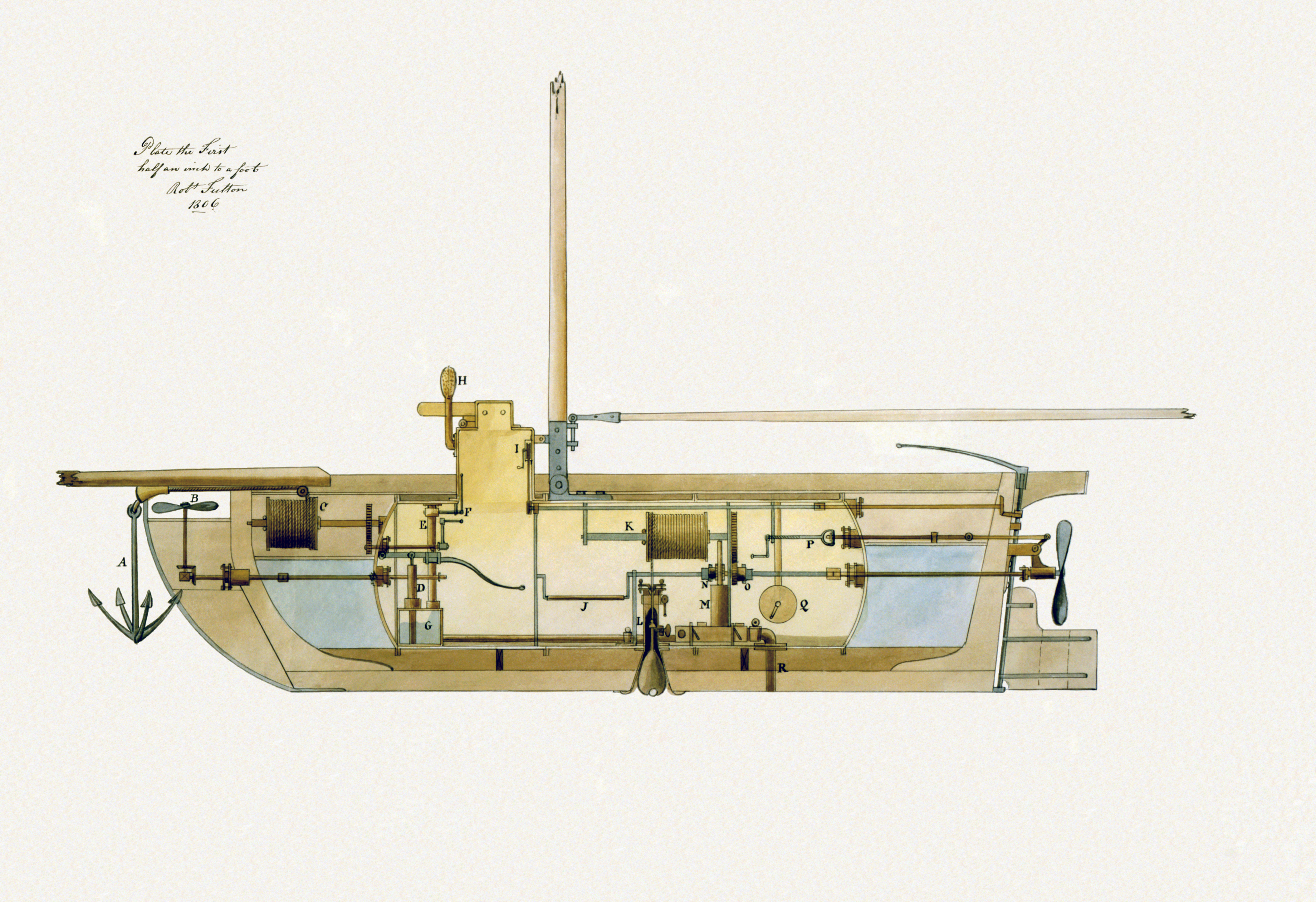
Чертёж подводного судна Фултона, 1806 год

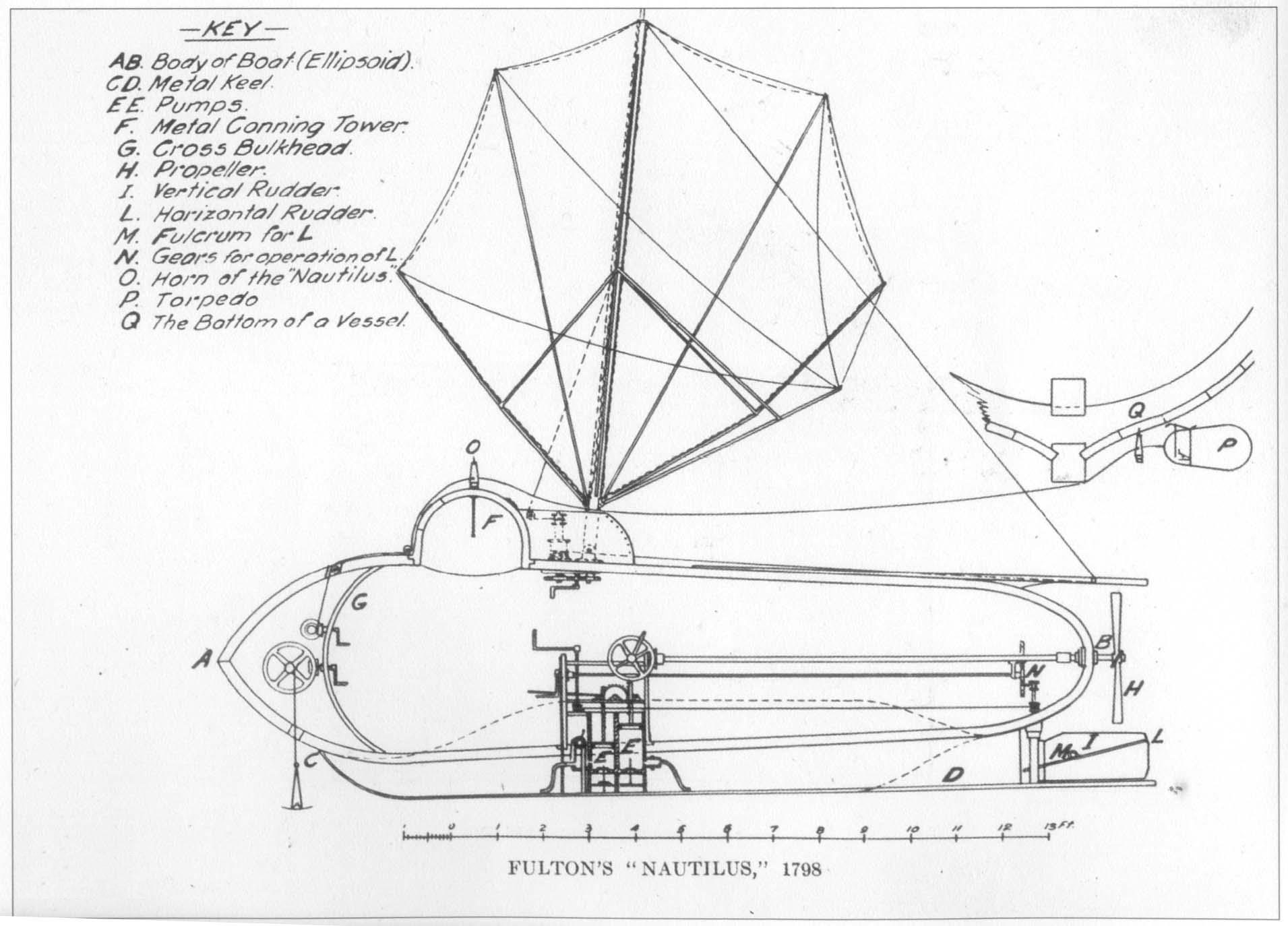

Роберт Фултон построил в 1800 г. удачную модель подводной лодки усовершенствованного типа Бушнелла и представил её в том же году Бонапарту.
Подводная лодка была построена в Руане и испытывалась весною в 1801 году в Гавре; она могла вмещать трех человек. При первом спуске под воду Фултон с матросом прошёл под водой значительное расстояние и оставался под водой до 20 минут. В августе 1801 года он спустил вторую, более усовершенствованную ПЛ, «Nautilus», которая строилась в Париже из листовой меди с железными креплениями, для 4 человек; испытания производились на р. Сене. В этом «Наутилусе» изобретатель с тремя помощниками пробыл под водой более часа и прошёл расстояние в ½ мили. Бонапарт, не видя от этих дорогих опытов непосредственной пользы военному делу, отказался покровительствовать ему. 

Изобретателя переманили в Англию, где с 1803 года ему предоставили широкие средства, чтобы достигнуть уничтожения кораблей у французов. Однако трехлетние труды его там не привели к боевым удачам.
Морские офицеры братья Coëssin в 1810 г. построили подводную лодку для девяти человек, приводившуюся в движение веслами. Наполеон I приказал комиссии (Monge, Biot, San é et Carnot) сделать исследования, но, описывая механизмы подводной лодки, Монжери ограничивается словами: «механизмы слишком сложны, подвержены частым авариям и не заслуживают внимания». При последнем испытании лодка погибла.
"Гидростат" Пейерна (1845), яйцеобразной формы, испытывался на р. Сене. В средней камере такой лодки из резервуаров повышали давление воздуха выше водяного на подлодку, вследствие чего при открывании особого люка в дне подлодки вода не могла войти внутрь судна: этим приспособлением воспользовались для удаления подводной гранитной скалы в 1847 году в Брестском канале после напрасных усилий сделать это другими способами; год спустя понадобилось удалить остатки мостового быка и сваи на р. Сене, мешавшие навигации, что исполнено было успешно. Эта лодка служила ещё около 10 лет для подобных работ.
«Нептун»
«Нептун» (Le Neptune), построенная в 1884 г. инженером Тозелли, была показана на выставке в Ницце. 
Это была стальная цилиндрическая "подводная обсерватория" для естествоиспытателей;
она имела 3 м диаметра и 10 м высоты, по которой она делится на 3 отделения:
верхнее — машинное, с воздушными резервуарами, где воздух сжат до 40 атмосфер для расходования на дыхание пассажиров и вентиляцию;
среднее — каюта командира, где сосредоточено всё управление, расположены все инструменты наблюдений — за давлением, погружением, электрические приборы, телефон и телеграф, проведённые к поверхности воды, и так далее;
нижнее — обсерватория для пассажиров с 14 сиденьями, перед которыми большие иллюминаторы позволяют хорошо видеть сквозь прозрачную воду, а на самом дне, в центре, вделано было большое чечевицеобразное стекло в 60 см диаметра, так что всем удобно было рассматривать дно моря и наблюдать его флору и фауну.
Общий вес аппарата с командой и пассажирами — 46 тонн; погружался свыше 200 м глубины. Всплывала выкачиванием водяного балласта, и более энергично - если сбросить 2 наружных свинцовых груза.
Этот аппарат представляет прекрасно осуществлённое приспособление для пребывания людей при атмосферном давлении на очень значительной глубине.
«Жимнот»

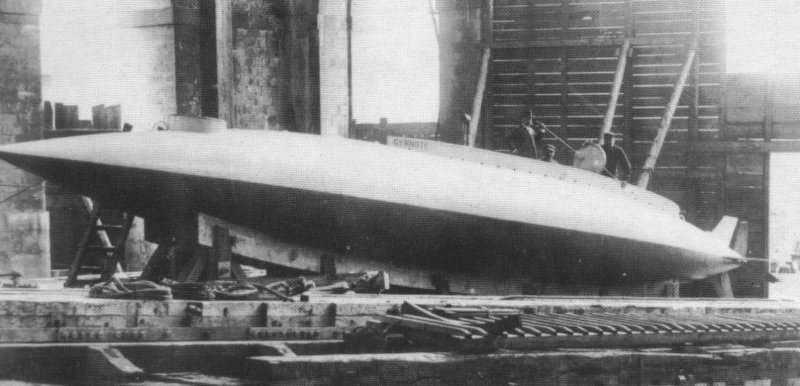
Le Gimnote — «Жимнот» Зеде, 1889 год

«Жимнот» (Le Gymnote) построенная в 1889 г. инженером-строителем французского флота Г. Зеде по идеям Дюпюи де Лома. Построена и спущена в Тулоне. 
Постройка её не имела в виду военных целей, и никакого вооружения эта подлодка не несла.
«Жимнот» представляет удлиненное веретено в 17 ¼ м длиной и 1,8 м в диаметре у мидель-шпангоута, величина как раз достаточная, чтобы человек, стоя на дне её, имел голову в фонаре или башенке с крепкими стеклянными иллюминаторами. Водоизмещение 30 тонн. Погружение достигается горизонтальными рулями, как это у мины Уайтхеда. Все действия и механизмы лодки приводятся в движение электричеством, по системе Кребса; его легковесный 16-полюсный электромотор от 204 аккумуляторов может сообщить гребному винту в 1½ диаметра скорость почти пропорциональную разнице потенциалов у борнов батареи, что достигается различной группировкой аккумуляторов, в сумме дающих 67 300 амперо-часов. 
По длине подлодка разделяется непроницаемыми перегородками на 3 части: 

1) носовая — доходит почти до середины подлодки, вмещает большую часть аккумуляторов (они заштрихованы), таранный водяной отсек, за ним (по порядку) — резервуар сжатого до 75 атм. воздуха; наружу выходит клапан от воздушного насоса, который вентилирует и накачивает воздух, когда подлодка всплывет на поверхность воды, и почти на середине — зрительный прибор перископ; 

2) средняя — от середины подлодки до ¾ кормы, содержит главную и вспомогательные машины, командирскую башенку, через которую экипаж входит внутрь подлодки; там же сиденье на винте, гироскоп, компас и штурвал, а сзади по обе стороны — две водяные цистерны; помпы Беренса для выкачивания балластной воды; рулевой сервомотор, манометр и электродвигатель с его аппаратами; 

3) кормовое отделение — вмещает водяную цистерну для противовеса носовой; здесь по оси проходит гребной винт. Снаружи: горизонтальные и вертикальные рули, а сзади гребной винт.
«Губэ»
Губэ (Le Goubet) — 1890 г.

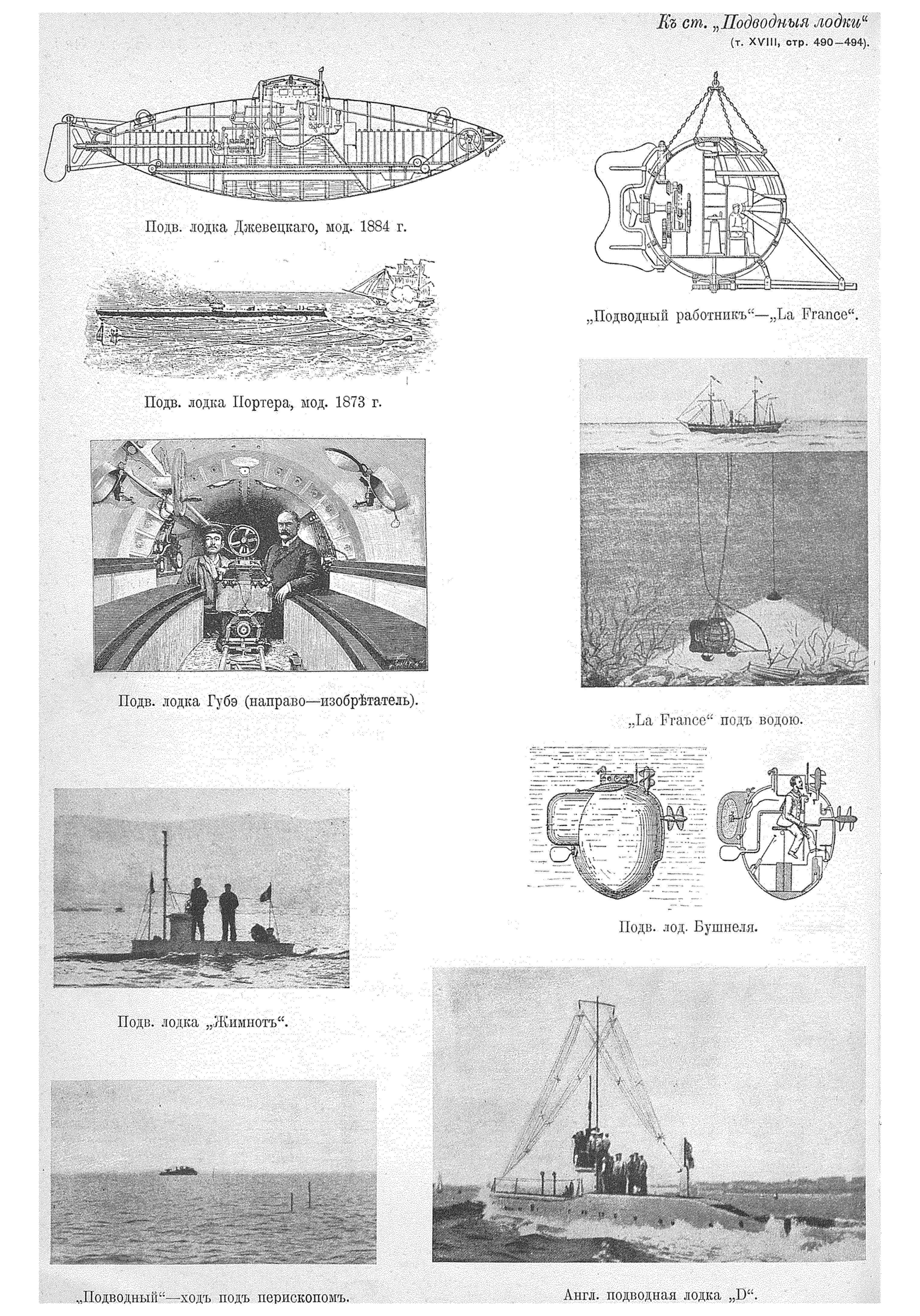
Подлодки начала XX века
(рисунки из статьи «Подводные лодки»
«Военная энциклопедия Сытина»)

Эта подлодка появилась спустя 6 лет после 3-й модели лодки Джевецкого, с которою она имеет много общего (сам Губэ был чертёжником и помощником С. Джевецкого в Париже и лишь несколько усовершенствовал его подводную лодку, выпустив её в Шербурге под своим именем), и потому опишем лишь отличия её от первой.
У подлодки «Губэ» свинцовый груз в 900 кг помещен снаружи вдоль киля и может быть легко сброшен: тогда подлодка быстро всплывет на поверхность воды; у Джевецкого же лекальные свинцовые балластины размещаются внутри подлодки.
Для наклонения оси подлодки сделан автоматический регулятор остойчивости (appareil de stabilit é), имеющий в центре подлодки маятник, связанный шестернями с водяными помпами двойного действия, которые выкачивают воду из носового отсека в кормовой и наоборот, восстанавливая этим горизонтальное положение оси подлодки.
В середине подлодки установлены 2 воздушных резервуара (на которых сидят оба человека, составляющие экипаж подлодки[уточнить]), один — с воздухом, сжатым до 50 атмосфер, а другой — с кислородом до 100 атмосфер; с этим запасом для дыхания можно пробыть под водой сутки (у Джевецкого же один цилиндрический бронзовый аккумулятор вмещает кислород, который можно сжать до 200 атмосфер).  

«Губэ» имеет полную возможность подвести мину под днище неприятеля, отойти задним ходом на достаточное расстояние, взорвать её по желанию, как и у Джевецкого. Ещё особенность — возможность изнутри выкинуть на поверхность вод: сигнал, деревянное яйцо, буек с депешею, петарду и т. д.  

Экипаж этой подлодки состоял из командира, механика и рулевого; но при испытании её в Тулоне в 1888 году было 5 человек.

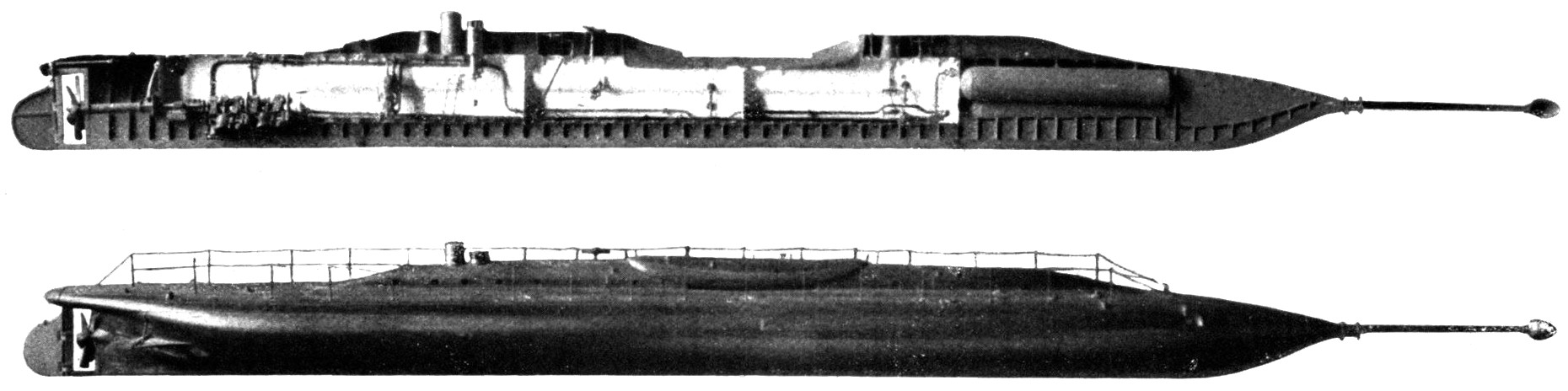
«Plongeur», первая подводная лодка с механическим приводом винта

Ещё в 1892 г. С. Джевецкий представил морскому министерству России свой проект с обстоятельными вычислениями, одобренный Техническим комитетом. В то же самое время Джевецкий, живя в Париже, предложил французскому морскому министерству приобрести у него и установить на одно из французских судов подводный минный траверзный аппарат, который он проектировал для своей подлодки; французское морское министерство тотчас же заключило с ним контракт и установило такой аппарат на крейсере «Surco ûf».

### Англия: «Наутилус»
«Наутилус»
«Наутилус» (Nautilus) — английская подводная лодка, построенная в 1887 г. по усовершенствованным чертежам Кэмбелля и Аша.  
, 
50-тонная подлодка длиной 19 м и диаметром 2,5 м; двухвинтовая, с 2 обыкновенными рулями и 2 горизонтальными рулями. Электрический двигатель Edisson-Hopkinson в 45 сил дает возможность пройти 80 миль со скоростью 8-10 узлов.  

Имела несколько особенностей: несколько возвышенную палубу, на которой в середине башенка со стеклами для рулевого и командира; особенность в погружении и поднятии лодки заключается в применении цилиндров, по 4 со стороны, вдвигающихся и выдвигающихся по желанию изнутри; этот способ изменения водоизмещения судна хотя так или иначе применялся уже к подводной лодке (описание есть у W. Bournes в 1578 году: «Devises and inventions»), однако, в таком приспособлении может считаться достойным внимания. Устроена камера для выпуска водолаза наружу (но эта идея не имеет никаких преимуществ перед обыкновенным спуском водолаза).
Запас воздуха для дыхания сжат до 56 атмосфер в оконечностях подлодки и его достаточно на 6 часов 9 членам команды.
Испытывалась в Вест-Индских доках; приемная комиссия британского адмиралтейства осталась вполне довольна выяснившимися результатами, но подробности хранятся в тайне.
Английская подлодка Чэмпмена и Брина: они устроили особый газовый двигатель, в котором сжатый до 80 атмосфер кислород в соединении с нефтью представлял взрывчатую смесь; для погружения приспособили сильнодействующую центробежную помпу.

### США: проекты Холланда, «Peacemaker»

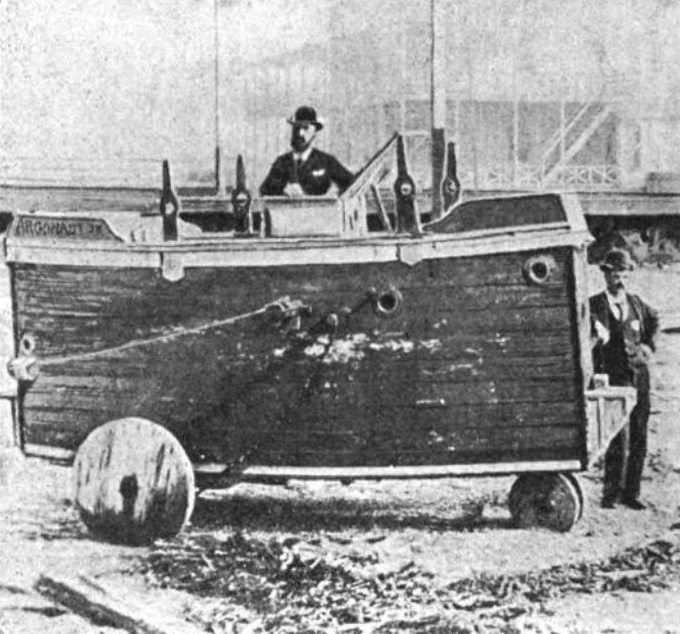
«Argonaut Junior» (1897) — первая успешная подводная лодка инженера Саймона Лейка. Она была треугольной, сделанной из сосновой древесины и была оборудована тремя колёсами чтобы не застревать в морском дне

В 1820 году американец-контрабандист Джонсон вызвался освободить Наполеона I с острова Святой Елены в подводной лодке своей системы. Деньги на постройку были собраны, но смерть императора разрушила это предприятие.
Торпедная лодка Симсона (1891) спущена в Нью-Йорке и на испытаниях дала скорость более 19 узлов; была управляема с берега проводниками на все 12 000 фт., которые она пробежала в 6 минут; взрыв можно произвести и по желанию, и при ударе о цель. Результаты опытов признаны прекрасными.
Американская дубовая подводная лодка: 
Джорж Беккер весной спустил в 1892 г. свою первую деревянную подлодку, веретенообразной формы, с овальными шпангоутами: длина 26, высота 14, ширина 9 фт. Корпус сделан из дубовой клепки, составляющей набор, покрытый непромокаемой парусиной, сверх которой подлодка обшита дюймовыми дубовыми досками. Посередине башня с крышкой; позади её телескопическая труба машины в 60 сил, а впереди вентиляторная труба. Под водой движется электричеством, развивающим в продолжение 4 час. 19 узлов.
Особенность её — гребной вал, расположенный, как у колесных пароходов, в плоскости мидель-шпангоута; 2 гребных винта соединены с валом особым шарниром (как «универсальный Гука») и могут принимать всевозможные положения по желанию: вертикальные, горизонтальные и все промежуточные; благодаря этому винты могут давать ход вперед, назад, вбок, вверх и вниз.

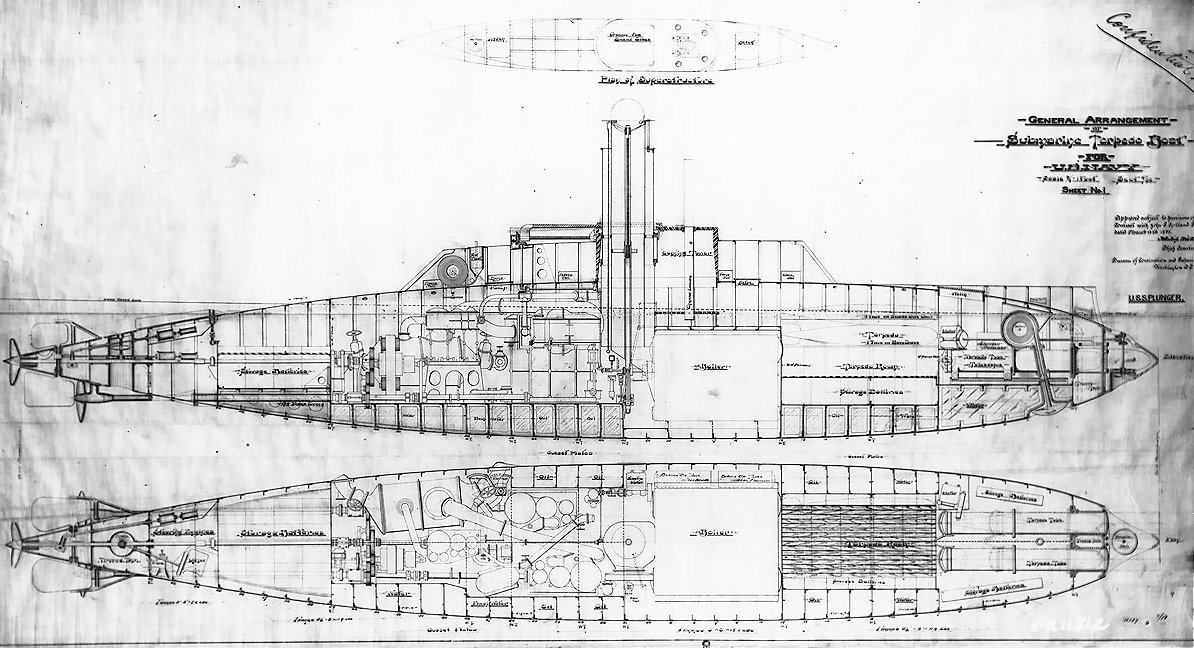
«Plunger» (1895)

В 1893 году морское министерство США объявило конкурс на постройку подводного миноносца, чем открыло широкое поприще для инициативы изобретателей. Конкурс этот если и не разрешил ещё вопроса о подводном плавании, то во всяком случае многих специалистов привлек к технической разработке усовершенствованного типа подводного судна.
Из целой серии представленных проектов три заслуживают особого внимания: подлодки Беккера, Холланда и Швана. По словам «American Marine Journal» (1894), два первых проекта по выбранным размерам и основной идее сходны между собою; обе подлодки в 150 тонн и 80 фт. длины; обе имеют: котлы с нефтяным отоплением, паровые машины, батареи аккум., которые могут заряжаться частью силы машины, отнятой от гребного вала; у обоих подлодок мятый пар выходит через горизонтальную трубу. При опускании под воду топки, люки, отверстия телескопических труб — герметически задраиваются крышками за 1 минуту. На случай порчи механизмов подлодки быстро могут подняться, выгнав балластную воду за борт сжатым воздухом.
Подводная лодка Швана — представленный проект имел очень интересные особенности: развивает 32 узла на поверхности воды (по проекту) и 15 узлов — под водою, на глубине 150 футов; все движения лодки, управление, всплывание и погружение на глубину достигаются при помощи помп, действующих сильной струей на забортную неподвижную воду и приводимых в движение нефтяными парами; комиссия признала проект машины этой недостаточно разработанным, а потому и не премировала его. 
Корпус стальной с двойным дном, длиной в 35 фт., водоизмещение 65 т. Для вентиляции подлодки изобретатель воспользовался воздухом, который легко выделяется, лишь только забортная вода на глубине, бывшая под значительным давлением, попадёт внутрь подлодки в балластные ящики; воздуха выделяется столько, что им можно воспользоваться не только для дыхания экипажа, но и для топки котлов.
Проекты Холланда

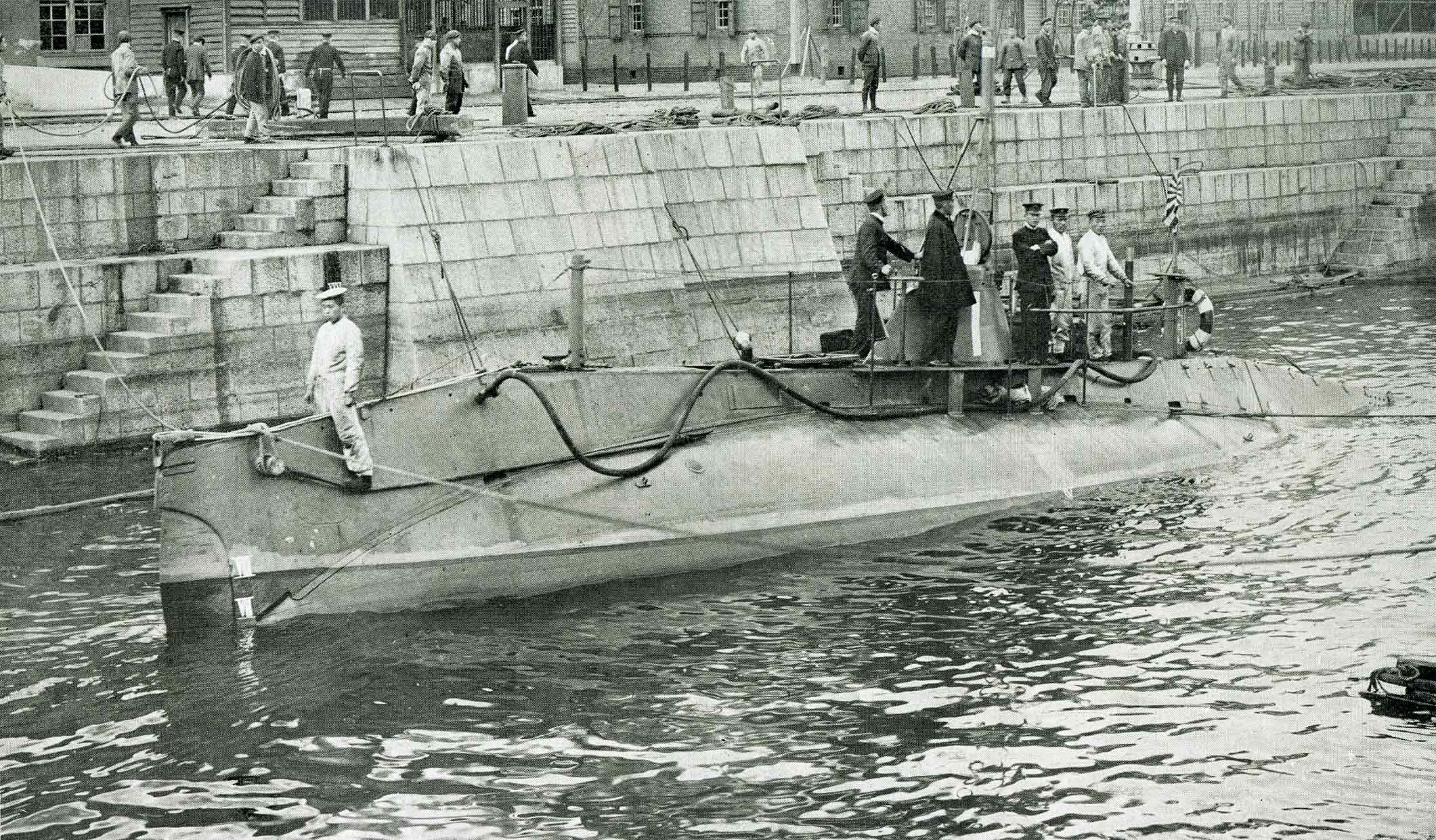
Подлодка Холланда

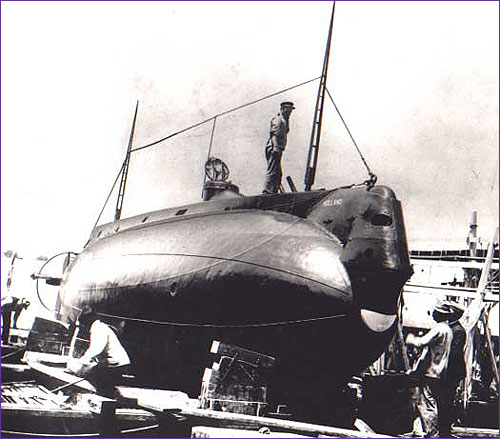
USS Holland

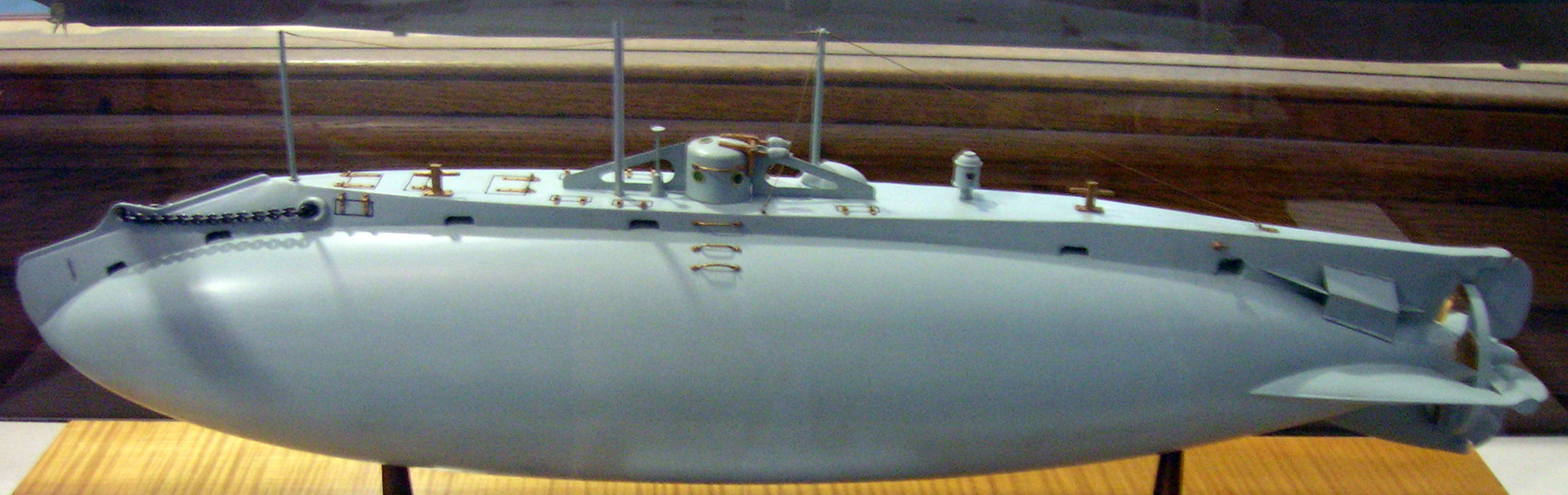
подлодка Холланда

В 1875 году американец Джон Холланд построил подлодку для одного человека, достигшую под водою до 3 узлов ходу. подлодка делится перегородками на 3 части, из которых кормовой и носовой отсеки подразделяются на 2 горизонтальные части шелковой материей, а в средней части подлодки помещается, сидя с вытянутыми вперед ногами, человек в водолазном костюме и приводит в движение винт посредством велосипедных педалей, тягами и зубчатой передачей. В кормовый отсек накачивается сжатый воздух, который постепенно перепускается каждые ¼ часа кранами в носовой отсек, где разрежается почти до одной атмосферы, после чего поступает для дыхания в водолазный шлем через распределительный клапан, благодаря которому при вдыхании в легкие поступает чистый воздух, а при выдыхании испорченный воздух направляется через другой шланг в особый резервуар и оттуда выкачивается наружу помпочкой. За спиной водолаза помещается цистерна для впуска и выпуска наружной воды для того, чтобы спустить на глубину или поднять подлодку на поверхность воды.
Лодка имеет вид сигары, на которой сверху поставлена блиндированная и суженная к оконечностям рубка, которая занимает около  1/3 длины всей подлодки; над ней возвышается дымовая труба, а впереди её — небольшая броневая башня из 8-дюймовых гарвеированных плит. Длина подлодки 80', наибольший диаметр 11; крепость корпуса усилена теперь для погружения до 150 фт. При плавании подлодка может иметь три положения: непогруженное, когда часть корпуса её видна над водой, при этом скорость хода достигает 15 узлов; полупогруженное — когда над водою остается лишь бронированная надстройка, башня и труба (скорость = 13 узлам); погруженное; при нём подводн. лодка опускается до 70 фт. ниже поверхности воды; тогда наибольшая скорость определена в 8 узлов, при этом труба убирается внутрь судна. В первом и втором положении движение судну сообщают 2 машины четверного расширения, развивающие до 1800 I. Н. Р.; запас угля на 15 час. полного хода. В третьем положении, под водою, идут сначала запасом пара, когда же пары упадут, то батареями аккумуляторов, заряд которых = 6 часам подводного полного хода. В корме подводной лодки имеются три гребных винта.
Погружение подводной лодки достигается 2 способами:
1) имеются за кормою вертикальные и  горизонтальные рули, которые во время хода подлодки можно положить в ту или другую сторону; затем, достигнув желаемой глубины (это покажут особые приборы), начинает действовать автоматический рулевой аппарат (наподобие минного Уайтхедовского), приводящий подлодку в горизонтальное положение и регулирующий углубление подлодки во все дальнейшее время; другой же прибор, действуя на вертикальные рули, обеспечивает прямолинейность курса; таким образом, чтобы взять курс на неподвижно стоящего неприятеля, достаточно направить на него нос подлодки в момент опускания её под воду.
2) Винты, работающие в горизонтальной плоскости, один на носу, а другой в корме, приводясь в движение электродвигателями, когда подлодка не в ходу, могут, изменяя скорость вращения, регулировать погружение, медленное поднятие или остановку подлодки на любой глубине.
Сначала никак не могли изолировать компас от окружающих его электрических токов в замкнутом помещении, этот недостаток был устранен.
Лодка Холланда вооружена 2 выбрасывающими минными аппаратами и запасом от 5 самодвижущихся мин. 4) К спасательным средствам относятся особые горловины в корпусе, через которые экипаж подлодки может свободно выйти изнутри, всплыть на поверхность воды, надув особые двойные спасательные куртки, и долго держаться на воде.
Аквапед

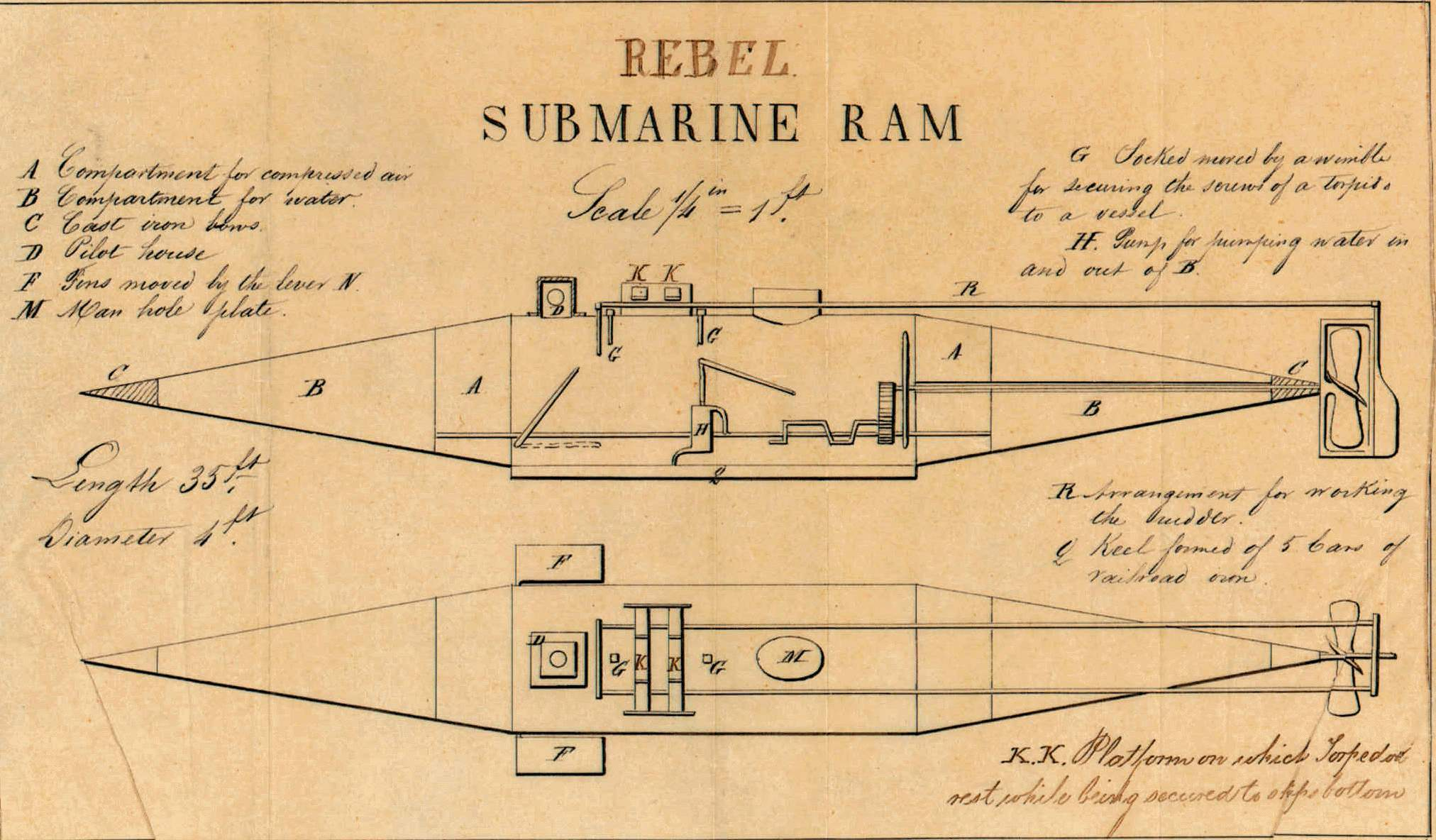
"Pioneer" (1864)

Темпло в Нью-Йорке устроил подводный аппарат Аквапед (1896) для одного водолаза, своеобразную и по мысли, и по форме, хотя принцип остался тот же, что у Холланда.
Корпус «Аквапеда» в 5 м длиной сделан из алюминия.
Водолаз входит через верхнее отверстие, просовывает ноги в длинные сапоги со свинцовыми подошвами; верхняя же часть одеяния и шлем тождественны как у водолазов. Стоячее положение водолаза надо признать более удобном и естественным, чем полулежачее в других проектах.
В этом аппарате сам изобретатель благополучно пробыл под водой около 6 час.
«Peacemaker»
«Peacemaker» (1886) — подлодка морского инженера Дж. Ф. Ваддингтона совместно с американским профессором Туком (en:Josiah Tuck). Длина 1,8 м, диаметром — 1,8 м. Формою напоминает веретено, над серединою которого возвышается небольшой фонарь с продолговатыми иллюминаторами; здесь же вход, который закрывается глухим люком. Две непроницаемые прочные переборки отделяют носовой и кормовой отсеки, служащие резервуарами для нагнетания сжатого воздуха. Обыкновенный винт вращается электромотором, работающим от батареи в 50 вторичных эл., сообщающих подводной лодке 8 узлов хода под водой в течение 10 часов; можно сделать 80 морских миль полным ходом и 150 миль экономическим ходом. Подлодка плавает всегда горизонтально, погружаясь в воду при помощи горизонтальных рулей, которые автоматически перекладываются при действии электрического прибора, перекрывающего золотники парового штурвала, лишь только горизонтальное положение оси нарушится более 2-3°. 
Внутреннее освещение — лампочками накаливания.
Воздуха достаточно на сутки для двух человек.

### Подводные лодки вГражданской войне в США

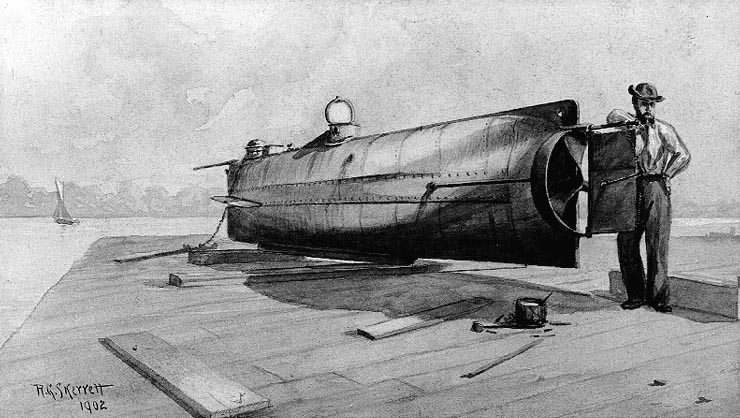
Х. Л. Ханли во флоте Конфедерации

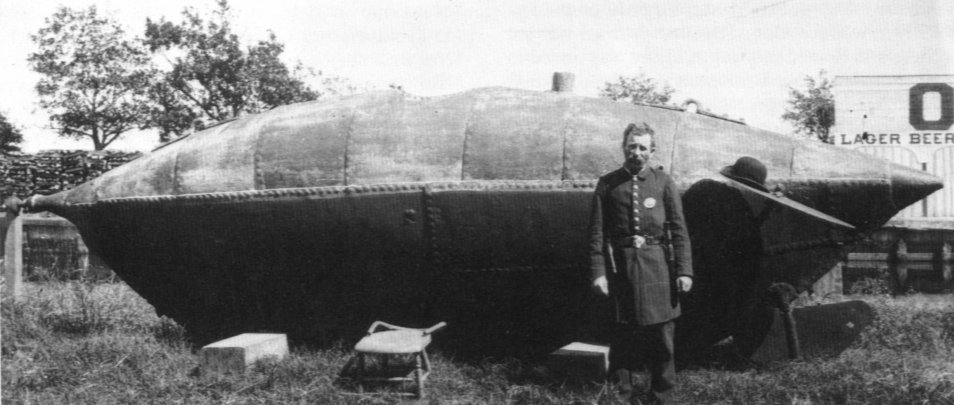
Подводная лодка во флоте Конфедерации

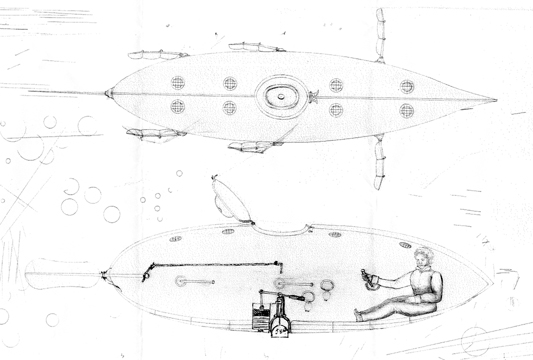
"Водяной жук" де Вильруа, чертёж, 1836 г.

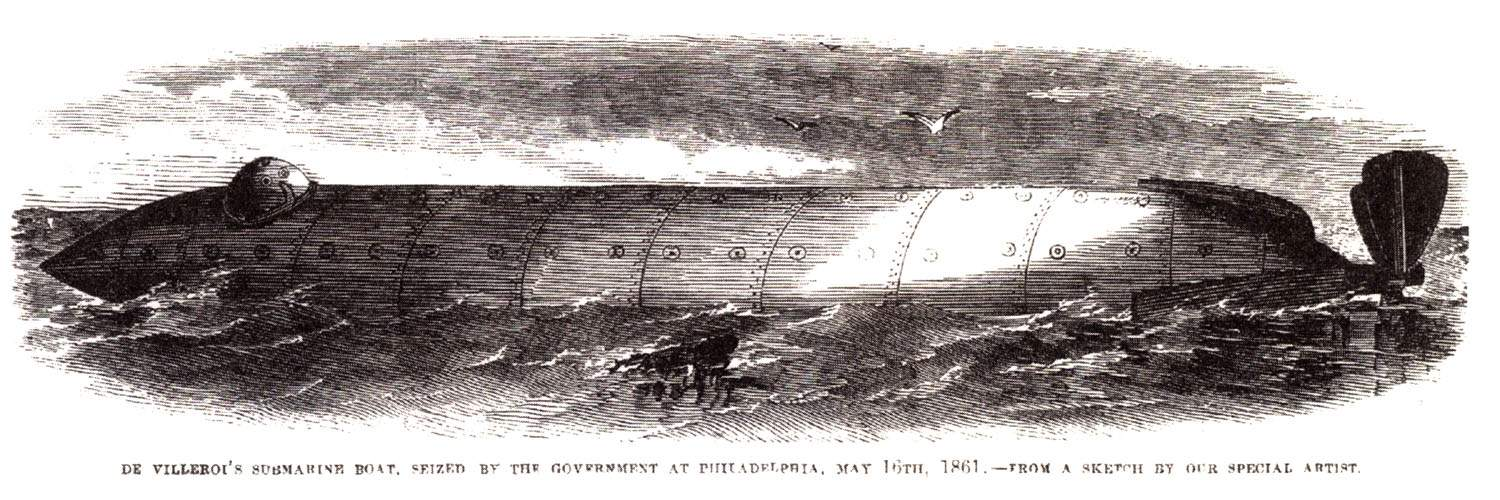
В 1861 году французский инженер Брутус де Вильруа построил в Филадельфии подводную лодку, названную «судно-сигара»

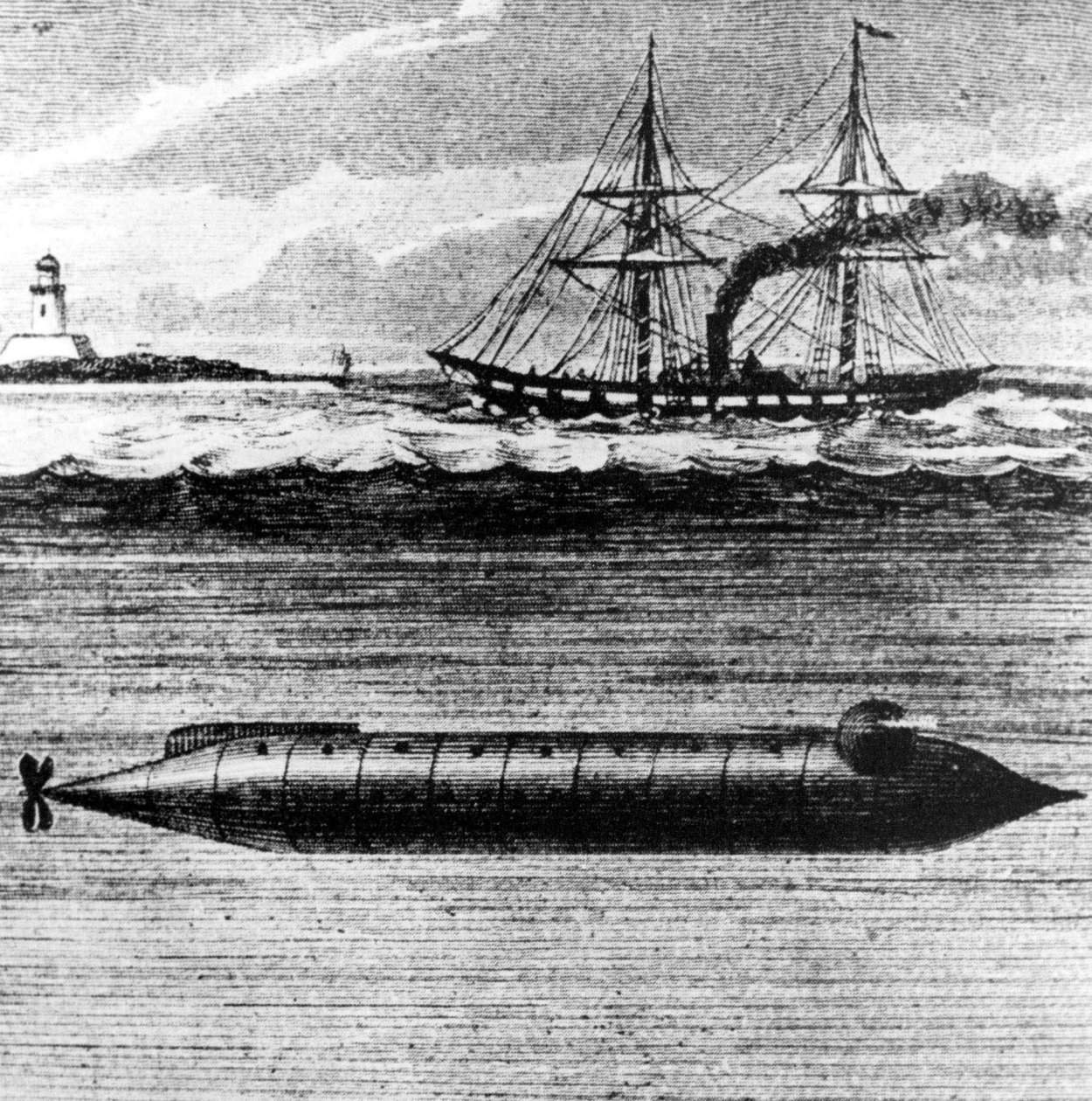
"Аллигатор", первая подводная лодка ВМФ США, созданная совместно с французами. 1862 год

В 1861 году французский инженер Брутус де Вильруа построил в Филадельфии подводную лодку, названную «судно-сигара»; 11,5 м длины, диаметр 1,1 м. Гребной винт приводился в действие машиною, сведения о которой не сохранились. Хотя эта подводная лодка в деле не была, она послужила моделью для целой серии подводных лодок, фигурировавших во время американских войн.
Среди них отличилась лодка CSS H.L.Hunley (1864), созданная в КША Хорасом Л. Ханли во время Гражданской войны, для флота Конфедерации.
Она стала первой в истории подводной лодкой, потопившей вражеский корабль. Она была средней между «Наутилусом» Коёссенов и вышеозначенной подводной лодкой; выстроенная из железных листов, 12 м длины и 1 ½ ширины; экипаж состоял из 9 человек, из них 8 вращали маховиками винт. На ходу подводная лодка погружалась действием боковых рулей; запас воздуха для 2 часов пребывания под водой; на тихой воде ход — 4 узла. Погружение осуществлялось заполнением двух балластных цистерн на носу и корме, которые для всплытия продувались ручными помпами, а для срочного всплытия сбрасывался железный балласт, закреплённый на днище. Гребной винт вращался при помощи коленчатого вала восемью матросами. Вооружение состояло из мины, закреплённой на длинном стальном шесте на носу лодки. Наблюдение, вход и выход экипажа из лодки осуществлялись через две небольшие башенки.
Эта лодка неоднократно тонула, и в ней погибали люди, но всякий раз она была поднимаема и исправляема.
В 1864 году лейтенант Диксон с 8 человеками экипажа взорвал адмиральское судно союзного флота «Housatonic», которое блокировало Чарльстоун, но и подводная лодка со всеми людьми погибла. Этот случай — единственный в истории военно-морских войн в XIX веке.
К концу Гражданской войны Вуд, Ли и Олстит построили две подводные лодки, двигающиеся паровой машиной, которая сообщала им ход при надводном плавании до 9 узлов, а при полном погружении — от 4 до 5 узлов.

### Россия
В России первый прототип подводной лодки, которая могла использоваться по прямому назначению, был изобретён и сделан инженер-генералом Шильдером Карлом Андреевичем, в 1834 году. Двигателя на борту не было, лодка приводилась в движение мускульной силой, для чего оснащалась механическими «ластами». Вооружался пороховой миной с электрическим взрывателем.
В России первые подводные лодки связаны с именем инженера С. К. Джевецкого.
Первая модель его подлодки была построена в Одессе в 1878 г., она называлась «Подаскаф», была спроектирована еще в 1876 году.
Вторая модель Джевецкого — «Подводный минный аппарат» (1879) — была большего размера и значительно усовершенствована, с подвижным винтом, заменявшим в то же время руль. Она была почти треугольная в поперечном разрезе, имела рыбовидную форму в продольном разрезе. Ход их не превышал 4 узлов. 15 таких подлодок было построено для сухопутных минных рот инженерного ведомства.
Третья модель Джевецкого напоминала продукцию фирмы известной «Le Goubet» (при этом, сам Губэ был чертёжником и помощником С. Джевецкого в Париже и лишь несколько усовершенствовал его подводную лодку, выпустив её в Шербурге под своим именем).
В третьем варианте изобретатель оставил только один кормовой винт с приспособлением поворота его в горизонтальной плоскости. Поэтому экипаж сократился до трёх человек. Для погружения лодки инженер применил лишь один передвижной груз [Все эти способы, вообще выводящие ось подлодки из горизонтального её положения в наклонное, не совершенны и бывают опасны.]. Вместо ножного привода приспособил современные электрические аккумуляторы.

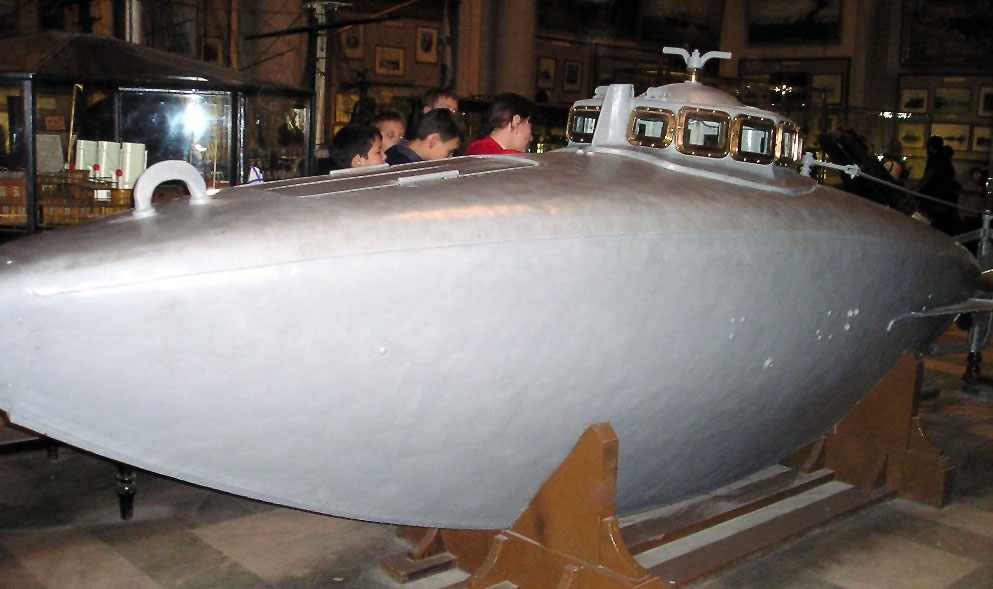
Подводная лодка Джевецкого

Подводные лодки Джевецкого находились в строю около пяти лет. Как впоследствии отмечал русский инженер-историк Голов, «приходилось сознаться в бесполезности этой флотилии для защиты берегов вследствие их главного недостатка — незначительной скорости хода, которая даже при самых благоприятных условиях редко переходила за 3 узла» (5,5 км/ч). Кроме того, по сравнению с торпедами всплывающие мины быстро стали анахронизмом.
В 1853—1856 гг. в Морское министерство поступило несколько проектов изобретателей, воодушевленных патриотизмом; но в большинстве случаев это были видоизменения бывших ранее типов подлодки.
В 1854 году в Mopской учёный комитет поступил проект Ник. Спиридонова; основы его следующие: для дыхания имеются резервуары сжатого воздуха; помпы вентилируют воздух, лишь только лодка подымется на поверхность воды; четырёхлопастный винт приводится в движение сжатым воздухом (машина была видоизменением машин Эриксона); для усиления действия обыкновенного руля в носовой части, перпендикулярно диаметральной плоскости, помещен небольшой гребной винт, приводимый в действие руками; погружение и подъём подлодки — выкачиванием водяного балласта: для удержания судна на одной и той же глубине изобретатель предлагал горизонтальные рули «наподобие флюгера», при этом, по мнению Спиридонова, если подводная лодка тяжелее воды, то противодействовать её опусканию можно этими флюгерами. Несколько орудий вделывалось в корпус, и заряжание проектировалось с казённой части тогда, когда жерло орудия закрыто пробкою, для того чтобы вода не попала внутрь; продолговатые разрывные снаряды снаряжены порохом и склянкой эфира внутри, чтобы при ударе производить пожары. Проект не был принят.
После Крымской войны и до начала 1860-х годов о подводном плавании замолчали, но потом вдруг во всех почти государствах стали разрабатываться новые проекты подводных лодок. В России в это время построили подлодку ген.-м. Герна (долго затем стоявшую в Кронштадте).
Подводная лодка И. Ф. Александровского
Подводная лодка Александровского (1866) была построена в Кронштадте и достигла сравнительно хороших результатов.
Она двигалась силой сжатого воздуха, хранящегося в 200 газгольдерах; с таким запасом можно было пройти от Кронштадта в Биоркэ (42 мили). Для погружения вода впускалась в цистерны, а если надо всплыть — то действием сжатого воздуха вода быстро выгоняется вон.
Длина — 110 фт, ширина — 13, высота — 12 фт при водоизмещении 220 тонн.
Эта подлодка строилась три года и стоила казне 140 000 руб. Была спущена на воду в июне 1866 года; англичанин Ватсон, мастер одного из заводов СПб, согласился спуститься вместе с изобретателем. Начало опытов было очень удачным: подлодка то погружалась, то показывалась на поверхности воды и шла довольно быстро. Но один из клапанов не выдержал давления 60-70 атмосфер в газгольдере и лопнул, а цистерну от избытка давления выпучило. Второй опыт (по исправлении повреждений) был вполне удачный. В 1869 г. на Транзундском рейде подводная лодка должна была спускаться в высочайшем присутствии на смотру флота, при чём прекрасно выполнила свою задачу.
В 1870 г. сверху подлодки была сделана добавочная железная башенка до 6 футов вышиною с целью убедиться, можно ли, имея эту башню над водою, плавать в море в свежую погоду.
Осенью того же года, в бурный день, подлодка вышла с большого рейда и прошла до Толбухина маяка, не испытав даже качки.
Следующее испытание решено было произвести «на крепость». подлодку погрузили без людей на 12 саженей и опыт удался; во второй раз лодку погрузили на 14 саж. — и она утонула; только после двухлетних усилий удалось поднять её. Её долго чинили и она осталась без употребления.
В 1858 году капитан Буржуа вместе с инженером Ш. Брюн изобрели подлодку, машины которой работали сжатым воздухом, а отработанный воздух служил отличной вентиляцией; лодка спущена в 1863 году; 44,5 м длины, 6 м шир. и 3½ м глубины; вооружена была шестовою миною; машина работала сжатым воздухом; ход не более 5 узлов.
После удачных испытаний и лестных отзывов комиссии сдана порту.
Подводная камера (А. Е. Гарут — механик учебно-воздухоплавательного парка в СПб.) — аппарат по типу французского «Нептуна» (1884), появившийся для надобностей водолазной партии морского ведомства по отысканию утонувшего броненосца «Русалка»; железный цилиндр с двумя выпуклыми днищами и сиденьем для 2 наблюдателей; в центре — иллюминаторы, и прямые, и наклонные с заслонами.
Под днищем — 20 ламп накаливания по 200 свечей каждая; телефоны соединяют наблюдателей с судном, буксирующим прибор; воздух вентилируется, как у водолазов, — помпой на судне; сзади имеется руль. Общий вес около 100 пудов.
В 1903—1904 гг. по проекту учёного И. Г. Бубнова на Балтийском заводе была построена первая русская боевая подводная лодка «Дельфин», с бензиновым мотором и электродвигателем.

### Испания: «Пераль»

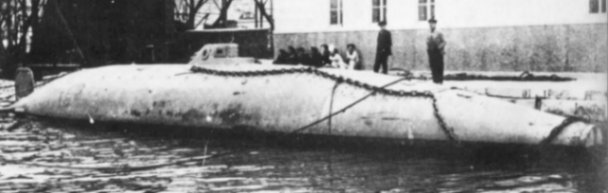
«Пераль» (1888)

«Пераль» (1887) — испанская подводная лодка, построенная в Кадисе, по чертежам лейтенанта дона Исаака Пераля.
Корпус судна имел форму веретена; длина 22 м, диаметр 2,9 м; два гребных винта приводимых в действие пятью электромоторами в 30 л. с. каждый, давали ход до 10 узлов. Вооружалась минной пушкой с тремя минами Уайтхеда; имела таран и электрический фонарь для освещения своего пути под водой. Сейчас используется как музей.

### Подводная лодка Норденфельта
Подводная лодка шведского промышленника Т. Норденфельта, производителя известных скорострельных пушек. Всего было построено четыре штуки: одна из них была продана Греции, две Османской империи (в 1887 году); четвёртая предлагалась России, но после испытаний, показавших её малую боевую ценность, от покупки отказались. 
Первая подводная лодка, по типу Бургуа[что?], построена в 1885 г. в Стокгольме и испытана в Ландскроне.
Паровая машина вращает 2 винта; когда подводная лодка должна нырнуть, то огонь в топках прекращают, продолжая двигаться перегретым паром, заключеным в особенных резервуарах, соединенных трубами с котлами; этого пара достаточно, чтобы подлодка прошла 16 миль около 2,5 часов ходу под водой. Подлодка имеет всегда башню над водой, чтобы вполне погрузить её, действуют двумя горизонтальными винтами; стоит работу их застопорить, и подлодка всплывает.
В следующих подлодках, кроме этого, для правильности сохранения глубины на ходу устроен автоматический гидростатический прибор с маятником по системе Уайтхеда.
Длина 3,5 м, диаметр 3,5 м; 160 тонн водоизмещения при полупогружении и 225 тонн при полном погружении подлодки; двуцилиндровая машина с расширением пара развивает 250 л. с.
Экипаж состоит из 4 чел. и может пробыть под водою 7 часов.
Предварительные испытания успешно проведены в Саламинской бухте в глубокой тайне; под конец удачно выпущена мина Шварцкопфа. Эти подлодки совершили самостоятельное плавание без возобновления запасов угля в 160 морск. миль, из Стокгольма в Гаттенбург (в Каттегате) и по Мраморному морю, попеременно то над, то под водой, достигая наибольшей скорости в 8,5 узлов.

## XX век
В начале XX века подводные корабли начали вводиться в состав военно-морских сил большинства ведущих стран.
Первое десятилетие ознаменовалось появлением на подлодках дизельного двигателя надводного хода, который вытеснил взрывоопасные и капризные бензиновые и керосиновые двигатели и прочно занял как место надводного движителя, так и средства для заряда аккумуляторных батарей.
Лодки делились на три класса:
- малые, водоизмещением 100—250 тонн, предназначенные для прибрежного плавания и обороны баз с моря;
- средние, водоизмещением 300—650 тонн, их задачей были морские плавания;
- большие, водоизмещением более 650 тонн, составляли класс океанских подводных лодок; в дальнейшем из больших лодок выделился подкласс подводных крейсеров, которые имели водоизмещение более 1500 тонн и могли совершать длительные автономные океанские крейсерские походы.

### Подводные лодки в Первой мировой войне
Вскоре после начала боевых действий Первой мировой войны на море подводные лодки неожиданно показали себя грозным оружием. За первые два месяца войны пять подводных лодок (три германских и две британских) потопили восемь крейсеров.
В ходе войны в ответ на британскую блокаду Германия начала применять подводный флот против торговых судов. Для потопления невооружённых купцов лодки были оборудованы артиллерией и снабжены запасом подрывных зарядов. Всего за годы войны германские подводники потопили суда суммарным водоизмещением более 13 миллионов брутто-регистровых тонн.

#### Германия
На начало войны у Германии было 48 подводных лодок в эксплуатации или в стадии строительства, из которых 29 были на ходу. Первоначально Германия следовала международным «трофейным правилам», которые требуют, чтобы экипажу судна было разрешено покинуть судно до потопления, но вскоре она стала придерживаться практики неограниченных подводных боевых действий, топя суда без каких-либо предупреждений. Во время войны было построено 360 подводных лодок, но из них 178 были утрачены, а все остальные были отданы союзникам в конце войны.

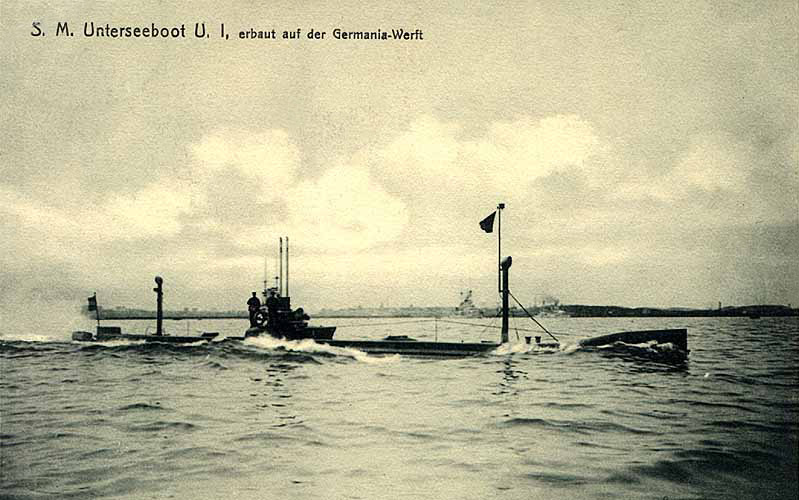
Sous marin allemand U 1
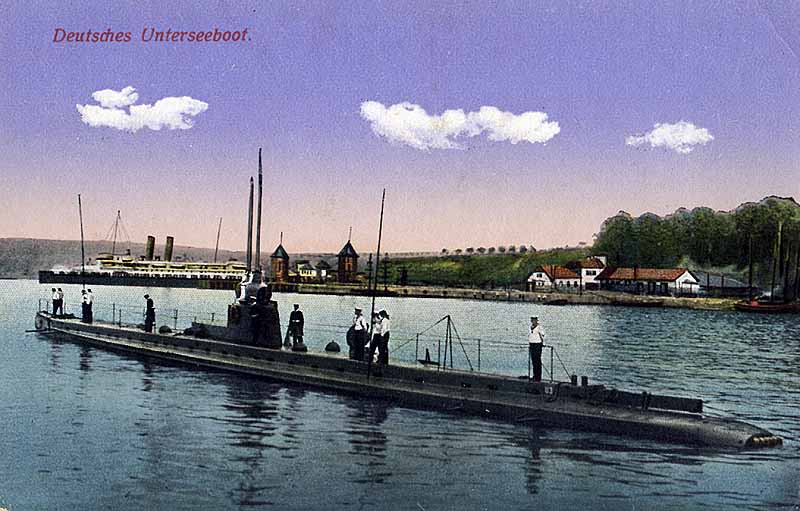
Sous marin allemand U 3
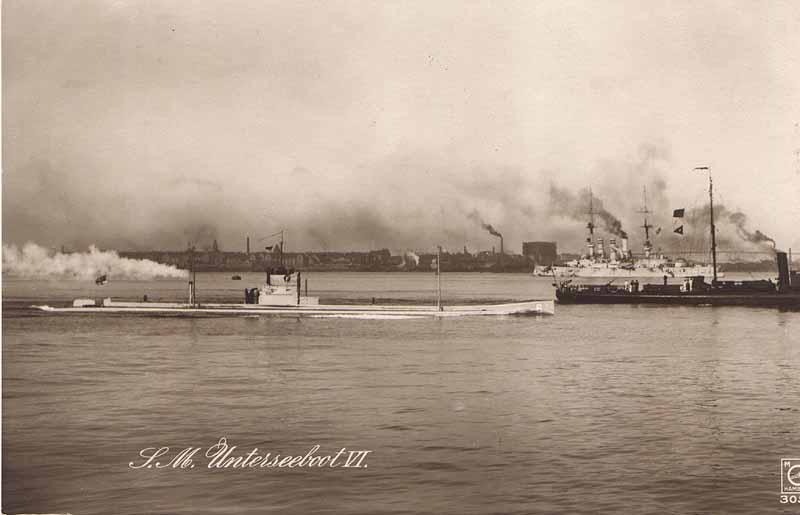
Sous marin allemand U 6
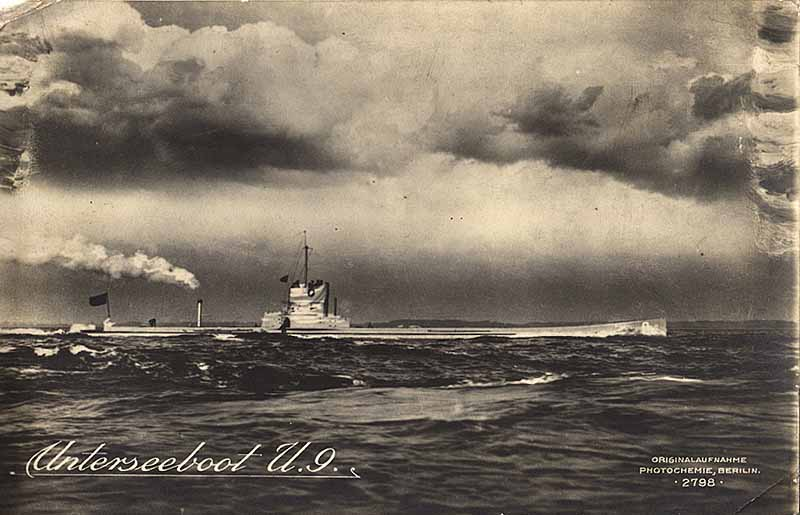
Sous marin allemand U 9
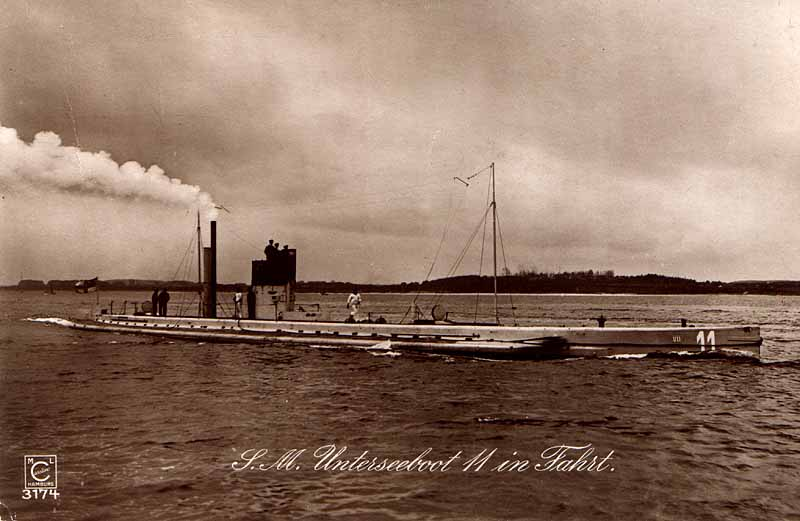
Sous marin allemand U 11
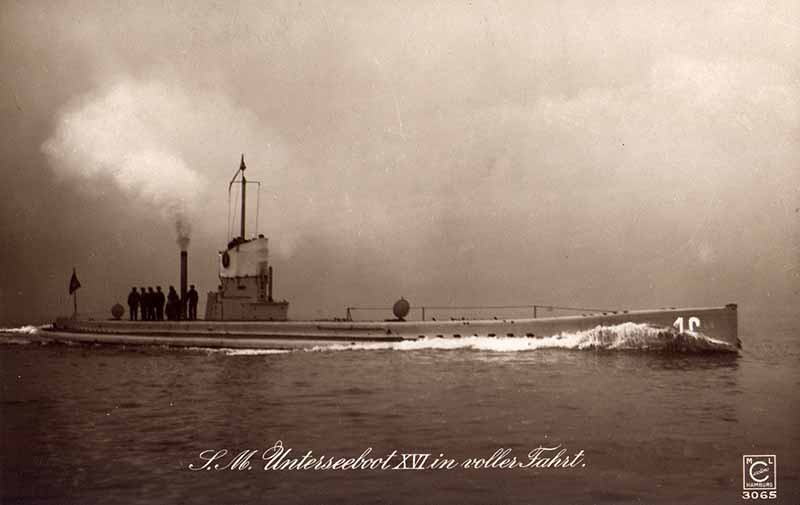
Sous marin allemand U 16
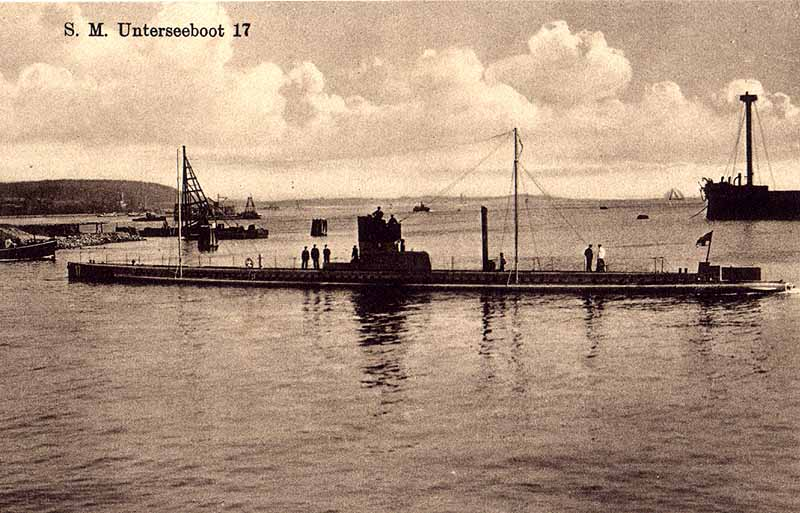
Sous marin allemand U 17

#### Турция
Турция имела в своем флоте семь подводных лодок, из которых лишь две были на ходу.

#### Великобритания
Великобритания имела в строю 70 подводных лодок к началу первой мировой войны и ещё 15 в стадии строительства. Наиболее современными были лодки класса «Е» (15 единиц), остальные представляли устаревшие классы «А», «В», «С» и D. Но также находились в постройке и некоторые экспериментальные образцы в том числе класса «К», который имел плохую репутацию, и класса «М», которые имели большую палубную пушку. Подлодки класса «R» стали первым типом подводных лодок, предназначенным для нападения на другие подводные лодки.
Британские подводные лодки действовали в Балтийском, Северном море и Атлантике, а также в Средиземном и Чёрном море. Свыше 50 были потеряны по различным причинам в ходе войны.

#### Франция
Франция имела 62 подводных лодок в начале войны, в 14 различных классах. Они действовали в основном в Средиземном море. 12 были потеряны по различным причинам в ходе войны.

#### Россия
Россия начала войну с 58 подводными лодками в эксплуатации или в стадии строительства. Основой подводного флота были 24 лодки типа «Барс». Во время войны из 58 лодок погибли 24.

### Межвоенный период
После окончания Первой мировой войны развитие подводного кораблестроения шло в основном в направлении достижения максимальной скорости надводного хода при высокой автономности и мощном артиллерийском вооружении. Наибольших успехов в этом направлении достигли немцы, на базе наиболее удачных проектов Первой мировой войны ведущие свои разработки в подставных организациях, зарегистрированных в нейтральных странах. Совершенствовалось оружие подводных лодок — появились торпеды с неконтактными взрывателями, торпеды с возможностью маневрирования и поворота на определённые углы, в Японии успешно велись разработки кислородных торпед, завершившиеся созданием торпед типа 93, наиболее прогрессивных в мире по ряду важных параметров. Одновременно совершенствовались методы подводного обнаружения. Создание в Великобритании гидролокатора ASDIC было овеяно разговорами о конце эпохи подводных лодок.

## XXI век
Начало XXI века выявило тенденцию к уходу от дизеля в роли двигателя. Большинство новейших проектов неатомных субмарин основаны на полном электродвижении, а наиболее прогрессивные проекты используют для экономичного хода двигатель Стирлинга и воздухонезависимые двигатели на топливных элементах. Атомное подводное кораблестроение освоили пять государств — США, Россия, Великобритания, Франция, Китай. Ещё два государства, Индия и Бразилия, ведут строительство своих первенцев АПЛ.
Начинают применяться литий-ионные батареи, вместо свинцово-кислотных, — ими оснастили японские подлодки типа Soryu и Oryu (корпорации Mitsubishi).